# Drosophila dracaenae
Drosophila dracaenae este o specie de muște din genul Drosophila, familia Drosophilidae, descrisă de Hardy în anul 1965. Conform Catalogue of Life specia Drosophila dracaenae nu are subspecii cunoscute.